# La musique adoucit les mœurs (film)
Pour les articles homonymes, voir La musique adoucit les mœurs.
Pour plus de détails, voir Fiche technique et Distribution.
La musique adoucit les mœurs est un moyen métrage français réalisé en 1933 par Jean de Size.

## Fiche technique
- Titre : La musique adoucit les mœurs
- Réalisation : Jean de Size
- Scénario : Jean-Louis Bouquet
- Musique : Paul Devred
- Pays d'origine :  France
- Format :  Noir et blanc - 1,37:1 - 35 mm - son mono
- Genre : Moyen métrage comique
- Durée : 31 minutes / métrage : 900 mètres

## Distribution
- Anthony Gildès
- Robert Darthez[1]
- Janine Liezer
- Roger Bertin